# Aghaboe
Aghaboe (en irlandais : Achadh Bhó) est un hameau du comté de Laois en Irlande.
L'abbaye d'Aghaboe (en), fondée par Canice d'Aghaboe, y est située.